# تشارلز سنايدر
تشارلز سنايدر (بالإنجليزية: Charles Snyder)‏ هو لاعب كرة قاعدة أمريكي، ولد في 1873 في كامدن في الولايات المتحدة، وتوفي في 3 مارس 1901 في فيلادلفيا في الولايات المتحدة.

## وصلات خارجية
- تشارلز سنايدر على موقعبيزبول رفرنس.كوم (الدوري الرئيسي) (الإنجليزية)
- تشارلز سنايدر على موقعبيزبول رفرنس.كوم (الدوري الثانوي) (الإنجليزية)